# 黑条蝇属
黑条蝇属（学名：Mesomelena）为麻蝇科的一个属。

## 下属物种
本属包括以下物种：
- 黑条蝇 Mesomelena mesomelaena (Loew, 1848)